# Zdob și Zdub
Zdob şi Zdub er et moldovisk punk band, blandet med hip hop, pop og hardcore punk elementer. Bandet blev dannet i den moldoviske hovedstad, Chişinău. Deres navn er taget efter lyden fra en tromme.

## Eurovision Song Contest 2005
Bandet repræsenterede, som de første, Moldova ved Eurovision Song Contest 2005. Her kvalificerede de sig via semifinalen med sangen Boonika bata doba (Bedstemor slår på tromme) og gjorde sig bemærkelsesværdige ved at have en bedstemor med på scenen til at slå på en stor tromme. Moldova fik en 6. plads i finalen.

## Eurovision Song Contest 2011
Gruppen vandt endnu engang retten til at repræsentere deres land ved Eurovision Song Contest, som skal holdes i Düsseldorf, Tyskland. Gruppen endte på 12. plads i finalen.

## Eurovision Song Contest 2022
Gruppen vandt igen endnu engang retten til at repræsentere landet denne gang sammen med Advahov Brothers med sangen "Trenulețul" som betyder tog på dansk. gruppen endte på en 7. Plads i finalen med 253 point. De fik en 20 plads hos juryerne med 14 point men kom på en 2. Plads hos seerne med 239 point.